# Coeficient de reactivitat
La reactivitat d'una reacció nuclear en cadena, de vegades també anomenat coeficient de reactivitat, és, com el coeficient de multiplicació, un paràmetre que permet comparar com tendeix a variar el nombre de reaccions nuclears de fissió nuclear en un reactor tèrmic segons el seu disseny i els seus paràmetres d'ús (moderador de neutrons i absorbent). La reactivitat està directament relacionada amb la potència física bruta (a més fissions, més calor, més energia i, per tant, més potència) i dona una idea de la inèrcia del sistema, és a dir de quant costa fer variar la potència que es vol obtenir, augmentant o disminuint el nombre de fissions d'una generació respecte de l'anterior.
Aquest paràmetre depèn del disseny particular de cada reactor i podem modificar-lo per a controlar la reacció en cadena i la calor obtinguda fent variar la quantitat de moderador i d'absorbent (a les barres de control) que hi posem. El moderador alenteix els neutrons, provocant més fissions i més reactivitat, mentre que les barres de control els absorbeixen, disminuint el nombre de fissions. La reactivitat varia segons la quantitat i natura del moderador, de l'absorbent i també del combustible nuclear utilitzats, així com de les seves propietats físiques: temperatura, etc. També hi afecten modificacions no planificades, com pot ser una contaminació o presència d'elements estranys que, per exemple, tendeixin a absorbir neutrons.
La reactivitat total, o reactivitat neta, és la resultant de fer-ne un balanç tenint en compte tots els factors que la poden modificar. També s'estudien les reactivitats parcials, és a dir les reactivitats ocasionades per a cada possible factor donat com, per exemple, la reactivitat del reactor associada a la disminució de la densitat del fluid refrigerant, anomenada reactivitat al buit, que per exemple pot aparèixer en cas que, per qualsevol motiu, el fluid bullís (formant bombolles de vapor, menys denses que el líquid) abans de passar pel reactor.

## Evolució segons la reactivitat
La reactivitat ρ indica la tendència del reactor nuclear a canviar la quantitat de calor obtinguda i, amb ella, la seva potència. És directament proporcional a la quantitat de neutrons segons l'instant de temps. Un valor absolut major indica una tendència més forta.
- Tendència de la potència a augmentar (que augmenti el nombre de fissions): ρ > 0
- Tendència a l'estabilitat, o que la potència es mantingui igual (mateix nombre de fissions): ρ = 0
- Tendència a disminuir de la potència (que disminueixi el nombre de fissions): ρ < 0

Si es tenen en compte els neutrons lents diferits la seva vida mitjana al medi es considera gran i l'evolució temporal de la seva quantitat és lenta. En el cas de l'urani-235 el factor beta té el valor 0,0065: 
- quan la reactivitat és major que zero i menor al factor beta, el reactor nuclear és supercrític tenint en compte la contribució de neutrons diferits.
- quan la reactivitat és major a zero i al factor beta, el reactor pot ser supercrític només amb els neutrons diferits.

El control de la reactivitat implica el control de la reacció nuclear en cadena, que és indispensable (només a les bombes nuclears són incontrolades) en tot moment. Actualment es considera que una reactivitat negativa "lliure" o descontrolada és més segura que una positiva en cas que tots els sistemes de control fallin. Això vol dir que, si per alguna circumstància algun sistema falla, avui s'obliga al reactor a aturar-se (reactivitat negativa). Tanmateix, a l'ús normal del reactor nuclear, al qual les reaccions en cadena es controlen i s'hi imposa un nombre determinat d'elles per unitat de temps, és necessari poder obtenir reactivitats positives petites durant poc temps, per a mantenir la potència desitjada al funcionament ordinari (i també petites negatives, quan es detecta que es comença a sobrepassar la potència ideal de disseny), i també durant més temps quan cal engegar de nou el reactor després d'una aturada planificada per a canviar el combustible, per exemple.

## Reactivitat i coeficient de multiplicació
El coeficient de multiplicació k és el nombre de fissions nuclears produïdes en un instant donat dividit en el nombre de fissions a la generació anterior o, cosa que és el mateix, el nombre de neutrons lents en una generació dividit entre el nombre dels que hi havia a la generació precedent. Indica què tendiria a fer la reacció nuclear en cadena si ningú hi actués:
- Reacció subcrítica: La reacció en cadena tendeix a mitigar-se quan k < 1, llavors la reactivitat és negativa
- Reacció crítica: La reacció en cadena manté constant el nombre de fissions quan k = 1, quan ocorre la reactivitat és nul·la
- Reacció supercrítica: La reacció en cadena tendeix a augmentar si k > 1, llavors la reactivitat és positiva

La reactivitat té un valor de (k-1)/k

## Sistemes de control de reactivitat
La reactivitat és funció del coeficient de multiplicació k, que és directament proporcional a alguns factors que es poden controlar, com per exemple la mida i forma del vas de contenció, el combustible triat (urani, MOX, etc.), l'enriquiment del combustible (proporció d'urani radioactiu), el tipus de moderadors de neutrons utilitzat (aigua, carbó, etc.) i el tipus i quantitat d'absorbent de neutrons, que pot ser de cadmi, hafni o àcid bòric dissolts a l'aigua de moderació.
En un reactor nuclear es dissenyen sistemes de control de la reactivitat per tal de controlar el signe de la reactància i així controlar el seu funcionament d'operació i tenir una reserva de reactivitat per a operacions de seguretat en cas d'una parada brusca. També ha de compensar l'efecte produït pel fet que el combustible es va gastant i, per tant, la seva quantitat no és sempre la mateixa; l'efecte de la temperatura, que tampoc no és fixa ni es pot modificar directament i si fa variar la reactivitat; i l'efecte d'enverinament produït per elements estranys (xenó-135, samari-149, etc.) que s'acumulen a mesura que l'urani es va fissionant.